# Francesco Acerbi
Francesco Acerbi, född 10 februari 1988 i Vizzolo Predabissi, är en italiensk fotbollsspelare (mittback) som spelar för Inter i Serie A.

## Klubbkarriär
Den 11 juli 2018, vid 30 års ålder, värvades Acerbi av Lazio, där han skrev på ett femårskontrakt för ett belopp nära 10 miljoner euro. Debuten kom den följande 18 augusti mot Napoli, det blev hemmaförlust med 1-2.
Den 1 september 2022, vid 34 års ålder, gick han till Inter på lån med rätt att lösa in. Han gjorde sin debut med Inter den 13 september i den andra omgången av Champions League mot Viktoria Plzeň. Den 7 juli 2023 blev Acerbi klar för en permanent övergång till Inter.

## Landslagskarriär
Acerbi debuterade för Italiens landslag den 18 november 2014 i en 1–0-vinst över Albanien.